# Husqvarna
Husqvarna Group – szwedzki producent urządzeń do użytku zewnętrznego, w tym zrobotyzowanych kosiarek do trawy, pił łańcuchowych, podkaszarek, kos spalinowych, kultywatorów i traktorów ogrodowych. Założona jako producent broni palnej w 1689 roku, jest jedną z najstarszych nieprzerwanie działających firm na świecie. Z siedzibą w Sztokholmie, w Szwecji, grupa produkuje również sprzęt tnący i narzędzia diamentowe dla przemysłu budowlanego i kamieniarskiego. W 2007 roku przejęła Gardena GmbH, niemieckiego producenta narzędzi ogrodniczych i produktów do nawadniania.
Nazwa Husqvarna jest wariantem zapisu nazwy miasta, w którym przedsiębiorstwo zostało założone – Huskvarna. W mieście tym znajduje się małe muzeum poświęcone temu przedsiębiorstwu.
W 1877 roku Wilhelm Tham został dyrektorem przedsiębiorstwa i wprowadził istotne zmiany – od tego czasu Husqvarna produkuje także broń myśliwską oraz ćwiczebną. W roku 1970 produkcja broni została przekazana przedsiębiorstwu FFV (Försvarets Fabriksverk). W 1989 roku, w 300 rocznicę istnienia Husqvarny, zostało wyprodukowanych 15 ostatnich sztuk broni – „Strzelb Rocznicowych”.

## Motocykle

### Historia produkcji

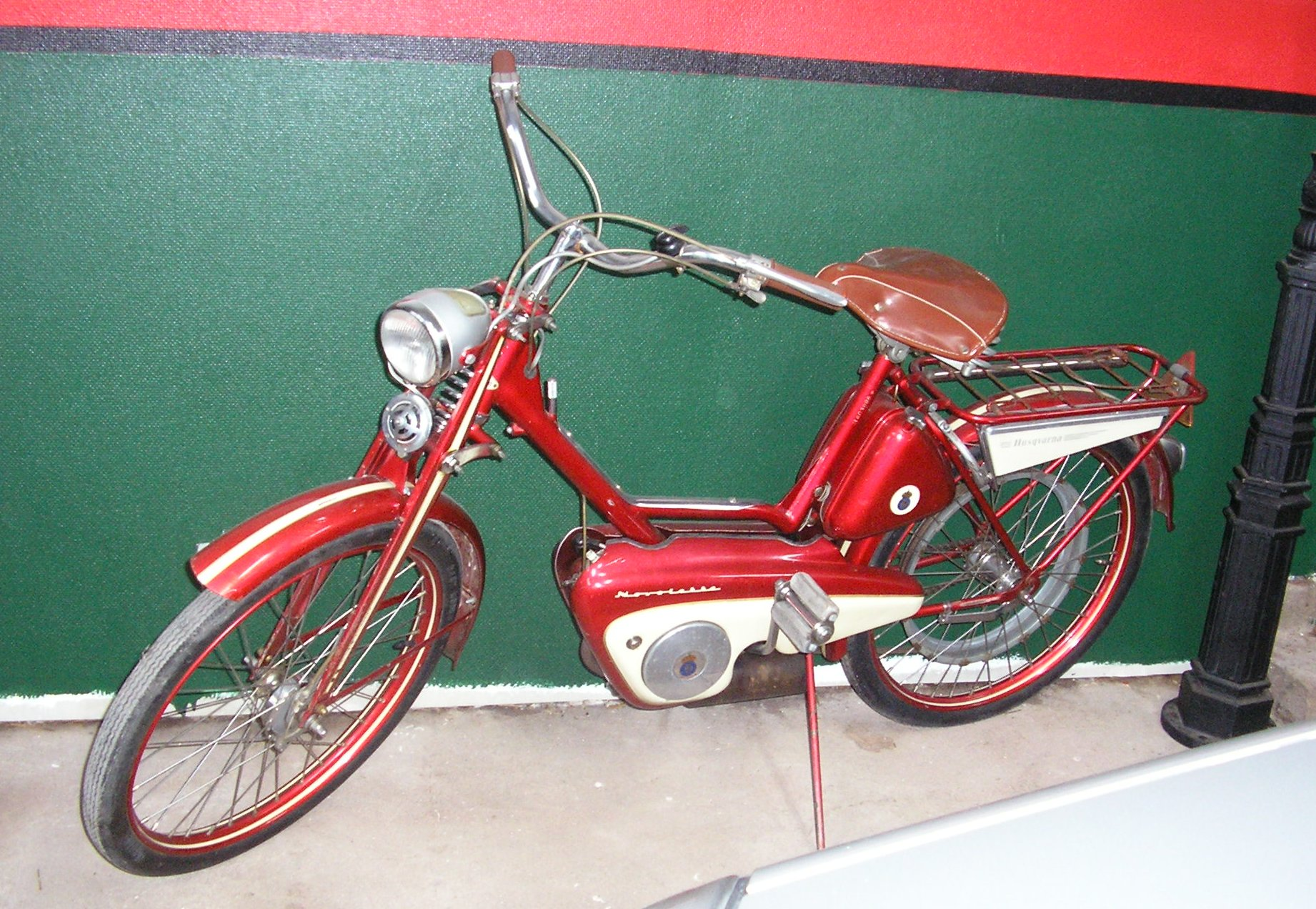
Motorower Husqvarna Novolette

Pod koniec XIX wieku Husqvarna zajmowała się produkcją rowerów, a w 1903 rozpoczęto produkcję motocykli. W 1920 roku przedsiębiorstwo założyło własną fabrykę silników, a pierwszym produktem był czterosuwowy silnik V2 o pojemności 550 cm³ podobny do silników Harley-Davidson oraz Indian. W 1935 roku rozpoczęto produkcję dwusuwowych motocykli. Ich lekkość, podobieństwo do roweru (posiadały zarówno pedały, jak i silnik 98 cm³) oraz fakt że ich prowadzenie nie wymagało prawa jazdy, uczyniły je bardzo popularnymi w Szwecji. Mimo że motocykle Husqvarna brały także udział w wyścigach ulicznych, to najbardziej znanymi motocyklami są zdobywające Mistrzostwa Świata motocross oraz enduro. W latach 60. oraz 70. motocykle Husqvarna zdobyły 14 mistrzostw świata motocross w klasie 125 cm³, 250 cm³ i 500 cm³, oraz 24 mistrzostwa świata enduro.
Dział przedsiębiorstwa zajmujący się produkcją motocykli został sprzedany włoskiemu przedsiębiorstwu Cagiva w 1987 roku, a produkcja została przeniesiona do Varese. W roku 2007 przedsiębiorstwo zostało zakupione przez BMW.
Grupa byłych pracowników Husquarny założyła nowe przedsiębiorstwo produkujące motocykle – Husaberg. Motocykle te trzy razy zdobyły mistrzostwo motocross w klasie 500 cm³ w latach 90. Obecnie Husaberg należy do KTM.

### Tytuły
Motocross

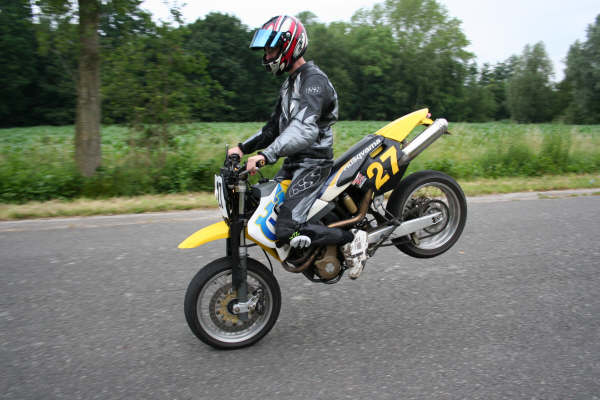
Husqvarna 610 SM 2000

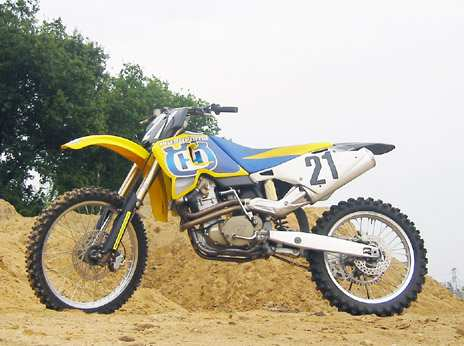
Husqvarna TC610 z 2000 r.

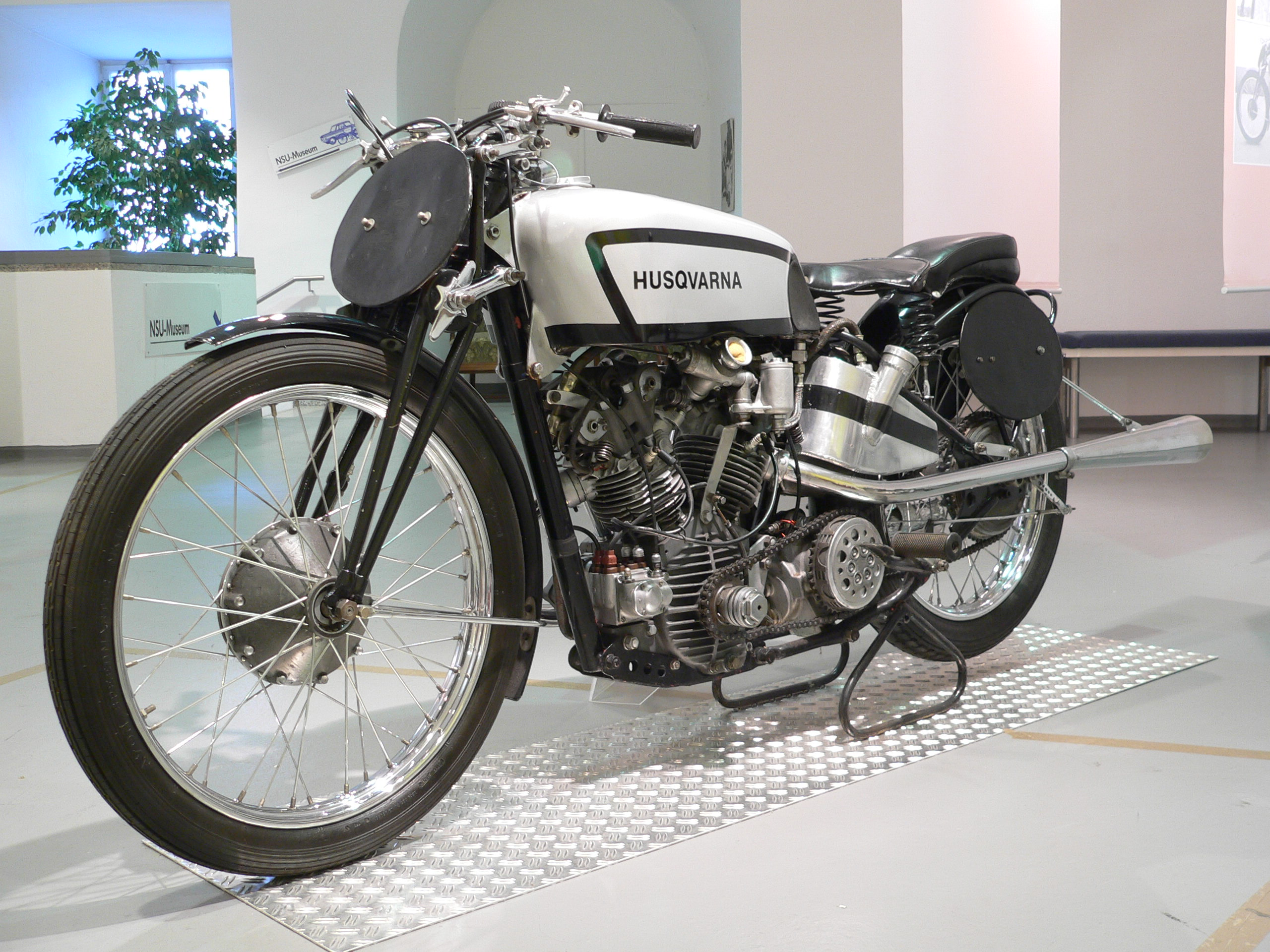
Motor z 1935 roku w muzeum

- 1959 – Rolf Tibblin, Mistrz Europy, klasa 250 cm³
- 1960 – Bill Nilsson, Mistrz Świata, klasa 500 cm³
- 1962 – Rolf Tibblin, Mistrz Świata, klasa 500 cm³
- 1962 – Torsten Hallman, Mistrz Świata, klasa 250 cm³
- 1963 – Rolf Tibblin, Mistrz Świata, klasa 500 cm³
- 1963 – Torsten Hallman, Mistrz Świata, klasa 250 cm³
- 1966 – Torsten Hallman, Mistrz Świata, klasa 250 cm³
- 1967 – Torsten Hallman, Mistrz Świata, klasa 250 cm³
- 1969 – Bengt Åberg, Mistrz Świata, klasa 500 cm³
- 1970 – Bengt Åberg, Mistrz Świata, klasa 500 cm³
- 1974 – Heikki Mikkola, Mistrz Świata, klasa 500 cm³
- 1976 – Heikki Mikkola, Mistrz Świata, klasa 250 cm³
- 1979 – Håkan Carlqvist, Mistrz Świata, klasa 250 cm³
- 1993 – Jacky Martens, Mistrz Świata, klasa 500 cm³
- 1998 – Alessio Chiodi, Mistrz Świata, klasa 125  cm³
- 1999 – Alessio Chiodi, Mistrz Świata, klasa 125  cm³

Enduro
- 1990 – 350 cm³ Mistrzostwo Świata Enduro
- 1991 – 250 cm³ Mistrzostwo Świata Enduro
- 1992 – 350 cm³ Mistrzostwo Świata Enduro
- 1993 – 125 cm³ Mistrzostwo Świata Enduro
- 1993 – 350 cm³ Mistrzostwo Świata Enduro
- 1994 – 125 cm³ Mistrzostwo Świata Enduro
- 1994 – 500 cm³ Mistrzostwo Świata Enduro
- 1995 – 125 cm³ Mistrzostwo Świata Enduro
- 1995 – 500 cm³ Mistrzostwo Świata Enduro
- 1996 – 350 cm³ Mistrzostwo Świata Enduro
- 1998 – 250 cm³ Mistrzostwo Świata Enduro
- 1999 – 500 cm³ Mistrzostwo Świata Enduro
- 2000 – 250 cm³ Mistrzostwo Świata Enduro
- 2001 – 125 cm³ Mistrzostwo Świata Enduro
- 2001 – 400 cm³ Mistrzostwo Świata Enduro
- 2001 – 500 cm³ Mistrzostwo Świata Enduro
- 2002 – 125 cm³ Mistrzostwo Świata Enduro
- 2002 – 250 cm³ Mistrzostwo Świata Enduro
- 2002 – 500 cm³ Mistrzostwo Świata Enduro
- 2003 – 400 cm³ Mistrzostwo Świata Enduro

## Samochody
Przed końcem II wojny światowej, Husqvarna zaczęła rozważać produkcję małego, prostego oraz niedrogiego auta. Zespół, w skład którego wchodzili Bengt Magnusson, Stig Tham, Calle Heimdal oraz Birger Johansson zaprojektował auto przypominające Saaba 92. Podstawową różnicą było to, że samochód miał tylko trzy koła, dwa z przodu i jedno z tyłu. Prototyp był gotowy w 1943 roku. Auto było wyposażone w 20 konny silnik DKW o pojemności 500 cm³ napędzający tylne koło. Koła pochodziły z Fiata 500. W 1944 roku porzucono ten projekt.

## Piły mechaniczne, kosiarki oraz akcesoria ogrodnicze

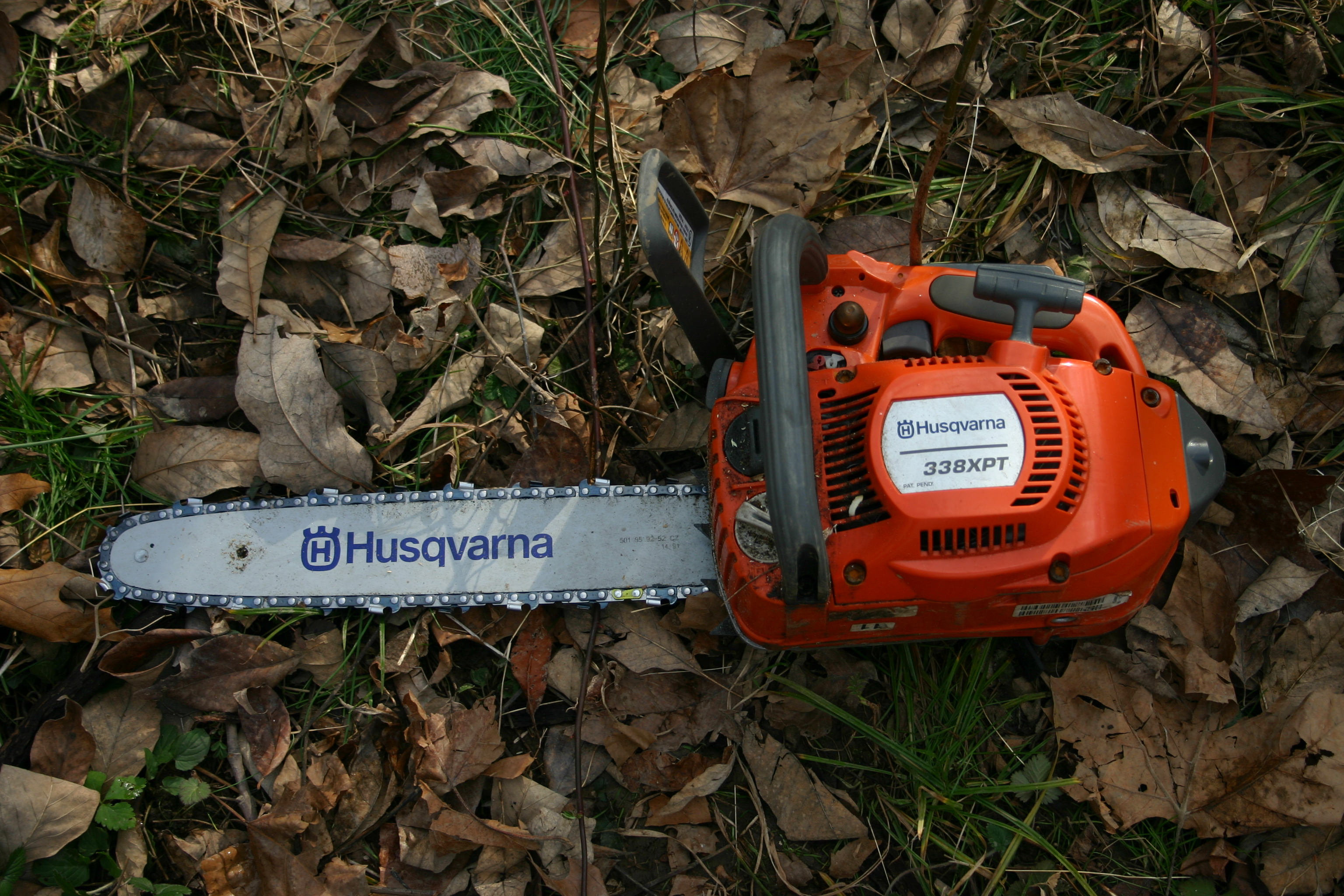
Pilarka Husqvarna 338XPT

Produkcją tych sprzętów zajmuje się Husqvarna AB, produkujące sprzęt ogrodniczy marek Husqvarna, Jonsered, Partner. Przedsiębiorstwo było wcześniej w konglomeracie Electrolux, obecnie działa niezależnie.
W ponad 100 krajach Husqvarna ma sieć oddziałów i ponad 18 tysięcy punktów dilerskich. Husqvarna Poland zarządza sprzedażą i serwisem sprzętu na terenie Polski poprzez sieć około 400 dilerów na terenie całego kraju.
Husqvarna wykupiła za 730 mln EUR niemieckie przedsiębiorstwo Gardena. W listopadzie 2008 roku zakończyło się przejmowanie polskiego oddziału Gardeny mieszczącego się w Szymanowie. 6 kwietnia 2011 przedsiębiorstwo otworzyło w Mielcu swoją pierwszą w Polsce fabrykę kosiarek.

## Artykuły gospodarstwa domowego
Przedsiębiorstwo VSM Group AB (Viking Sewing Machines – Maszyny do szycia Viking), poprzednio Husqvarna Sewing Machines, zajmuje się produkcją maszyn do szycia marek Husqvarna, Viking oraz Pfaff. Najbardziej znanymi produktami są skomputeryzowane maszyny do szycia, jednak przedsiębiorstwo produkuje także mechaniczne maszyny (np. Huskystars). W 2006 roku przedsiębiorstwo zostało kupione przez Kohlberg & Co. Spółka ta posiada już markę Singer. Produkcją innych artykułów gospodarstwa domowego marki Husqvarna zajmuje się Electrolux.